# Niko Datković
Niko Datković (* 21. April 1993 in Rijeka) ist ein kroatischer Fußballspieler.

## Karriere

### Verein
Datković begann seine Karriere beim HNK Rijeka. Zur Saison 2010/11 rückte er in den Profikader von Rijeka. Sein Debüt in der 1. HNL gab er im August 2011, als er am sechsten Spieltag der Saison 2011/12 gegen den HNK Šibenik in der Startelf stand. In der Saison 2011/12 kam er insgesamt zu 16 Einsätzen in der höchsten kroatischen Spielklasse. In der Saison 2012/13 absolvierte er 17 Erstligapartien. Nach weiteren fünf Einsätzen bis zur Winterpause 2013/14 wurde er im Januar 2014 für eineinhalb Jahre an den italienischen Zweitligisten Spezia Calcio verliehen. Für Spezia kam er während der Leihe zu 31 Einsätzen in der Serie B.
Zur Saison 2015/16 wurde der Innenverteidiger an den Schweizer Erstligisten FC Lugano weiterverliehen. Für Lugano kam er zu 27 Einsätzen in der Super League. Zur Saison 2016/17 kehrte Datković zunächst nach Rijeka zurück, ehe er im August 2016 den Verein schließlich endgültig verließ und sich Spezia Calcio anschloss, wo er bereits zwischen 2014 und 2015 leihweise gespielt hatte. In der Saison 2016/17 spielte er zehnmal für Spezia in der Serie B. Im September 2017 wurde er nach Rumänien an den Erstligisten CS Universitatea Craiova verliehen. In Craiova kam er während der halbjährigen Leihe zu neun Einsätzen in der Liga 1.
Im Februar 2018 wechselte Datković nach Polen zum KS Cracovia. In Krakau absolvierte er bis zum Ende der Saison 2017/18 sechs Partien in der Ekstraklasa. In der Saison 2018/19 kam er zu 22 Einsätzen in der höchsten polnischen Spielklasse, in der Saison 2019/20 spielte er nur viermal für Cracovia. Zur Saison 2020/21 wechselte der Abwehrspieler nach Ungarn zum Kisvárda FC. Für Kisvárda kam er zu sieben Einsätzen in der Nemzeti Bajnokság. Im Februar 2021 schloss er sich dem österreichischen Bundesligisten FC Admira Wacker Mödling an. In einem Jahr bei der Admira kam er insgesamt zu 23 Einsätzen in der Bundesliga.
Im Januar 2022 wechselte er nach Spanien zum Zweitligisten CD Mirandés, bei dem er einen bis Juni 2023 laufenden Vertrag erhielt.

### Nationalmannschaft
Datković spielte im Februar 2010 einmal für die kroatische U-17-Auswahl. Im Mai 2011 kam er zu fünf Einsätzen für die U-18-Mannschaft. Von Oktober 2011 bis März 2012 absolvierte er fünf Spiele im U-19-Team. Für die U-20-Auswahl kam er von Dezember 2011 bis Juli 2013 neunmal zum Einsatz. Zwischen März 2013 und Oktober 2014 spielte er elfmal im U-21-Team.